# Justanes

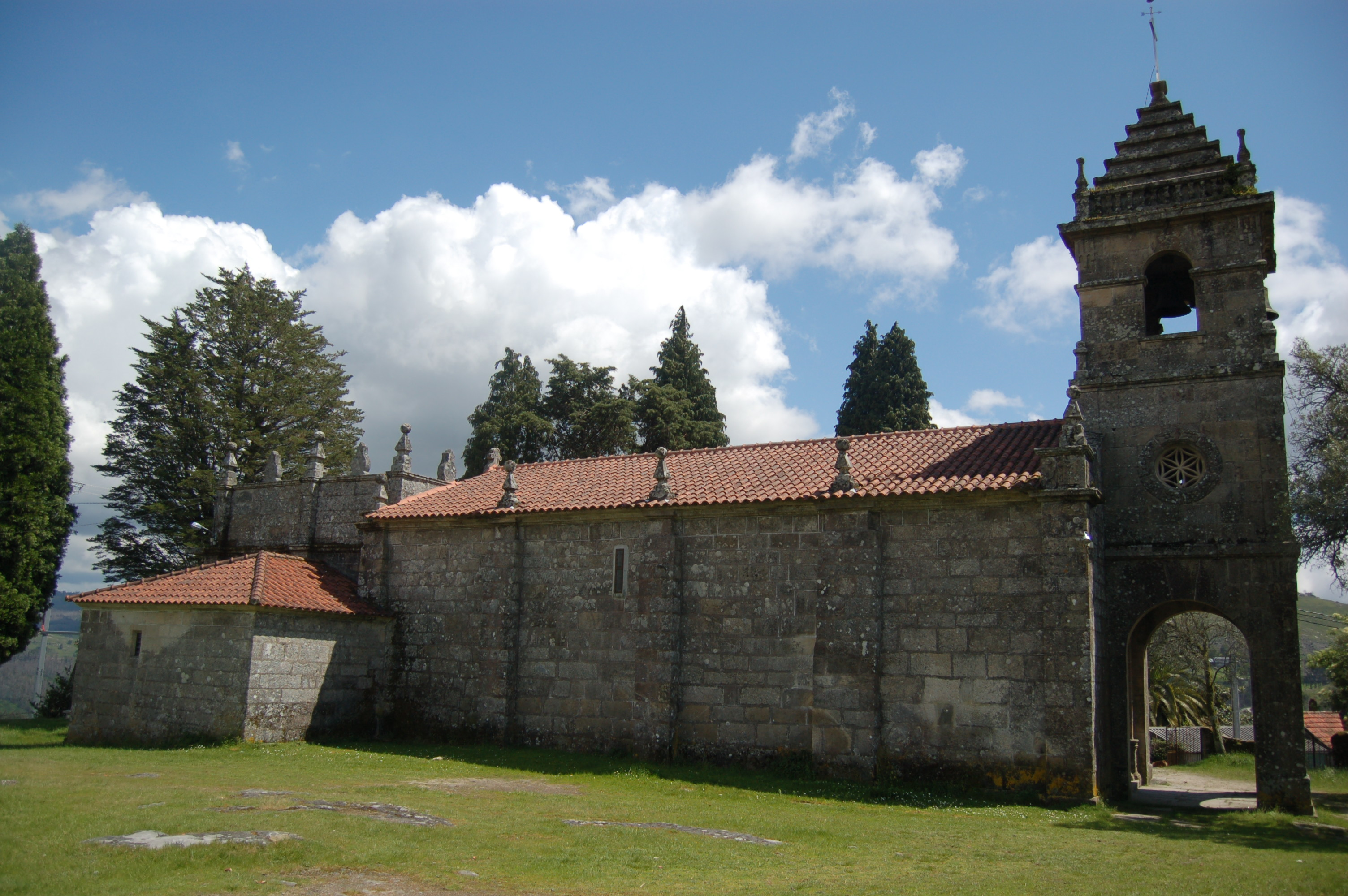
Iglesia parroquial de San Martiño de Justanes (Puentecaldelas).

Justanes. (Xustáns en gallego y oficialmente) es una parroquia del municipio pontevedrés de Puentecaldelas, en España. Según el INE, en 2013, tenía 553 habitantes (280 hombres y 273 mujeres), distribuidos en 4 entidades de población, lo que supone una disminución con respecto a los años anteriores. Tiene una superficie de 9 km².

## Localización
Está situado en el suroeste del municipio de Puentecaldelas. Limita con las parroquias de Tourón (Puentecaldelas) al norte, Insua (Puentecaldelas) al este, Taboadelo (Puentecaldelas) al sur y San Pedro de Tomeza y Canicouva (Pontevedra) al oeste. 
| Lugar          | Distancia (km) |
| Pontevedra     | 9,2            |
| Puentecaldelas | 8,3            |
| Vigo           | 36             |

## Demografía y territorio
La parroquia distribuye a sus habitantes en cuatro lugares: Aluncía, Chan do Casal, Sobreiro y Baltar, formando dos bloques de población: Aluncía- Chan do Casal- Sobreiro y Baltar. El núcleo donde se encuentra la iglesia es Sobreiro
La población está bastante equilibrada.
| Población (2009)                | Población (2009) | Población (2009) | Población (2009) |
| ------------------------------- | ---------------- | ---------------- | ---------------- |
| Lugar                           | Habitantes       | % del total      |                  |
| Aluncía (A Aluncía)             | 91               | 15,4%            |                  |
| Baltar                          | 173              | 29,3%            |                  |
| Chan do Casal (O Chan do Casal) | 198              | 33,5%            |                  |
| Sobreiro (O Sobreiro)           | 112              | 21,8%            |                  |

La parroquia tiene unos 9km², su punto más alto es el monte da Fracha (493 metros). Por la zona discurren los ríos Carballido (pasa por Baltar, afluente del San Vicente) y el San Vicente (afluente del río Verdugo).

## Patrimonio
La iglesia parroquial de los siglos XVII-XVIII, de estilo barroco, y en donde además es centro de la parroquia, casi unida a la casa rectoral, hoy convertida en escuela.
En Baltar encontramos la capilla de Cristo Rey, erigida a mediados del siglo XX (substituyendo a la antigua), desde la que se aprecian inmejorables vistas de la ría de Vigo y del municipio.